# Epilobium mentiens
Epilobium mentiens är en dunörtsväxtart som beskrevs av M. Smejkal. Epilobium mentiens ingår i släktet dunörter, och familjen dunörtsväxter. Inga underarter finns listade i Catalogue of Life.